# ノーマン・デロ＝ジョイオ
ノーマン・デロ＝ジョイオ（Norman Dello Joio, 1913年1月24日 - 2008年7月24日）は、アメリカ合衆国の作曲家。

## 略歴
ニューヨーク生まれ。イタリアからの移民だった父親はピアノ奏者、オルガン奏者で、声楽のトレーナーとしてメトロポリタン歌劇場の歌手たちを指導していた。彼は4歳から父親にピアノを学び、10代で名付け親のパトリック大聖堂のオルガン奏者のピエトロ・ヨンからオルガンを学んだ。14歳でシティ島の海の星教会のオルガン奏者兼合唱指揮者となった。1939年にはジュリアード音楽院の奨学金を得、ベルナルト・ワーヘナールのもとで作曲を学んだ。
彼は学生の間、聖アン教会のオルガン奏者として働いたが、すぐにオルガン奏者として生計を立てることに見切りをつけた。1941年からパウル・ヒンデミットに師事し、当時広まっていた無調のシステムのためにみずからの抒情的な素質を犠牲にすることのないように激励された。
1940年代の終わりまでに、彼はアメリカの重要な作曲家の1人とみられるようになり、多くの賞を受け取った。様々なジャンルの作品を書いたが、合唱作品が最もよく知られている。また吹奏楽の分野ではミシガン州立大学ウィンド・アンサンブルのために書かれた「ハイドンの主題による幻想曲」が知られ、世界中で何千回も演奏されている。また高校やプロの弦楽合奏団のため「弦楽合奏のための3つの舞曲」などいくつかの曲を作っている。
1956年4月20日にジュリアード音楽院で初演された「知恵の書による瞑想」で1957年のピューリッツァー賞を受賞した。1965年には、NBC放送のテレビ番組「ルーヴル」のために書いた音楽でエミー賞を受賞している。
1944年から1950年までサラ・ローレンス大学とマネス音楽大学で教鞭をとった。さらにボストン大学で教授と学部長を務めた。1978年に退任してロングアイランドに移住し、晩年まで作曲を続けていた。

## 主要作品

### 管弦楽曲、弦楽合奏曲
- 変奏曲、シャコンヌと終曲 en:Variations, Chaconne and Finale (1949)
- 交響曲「聖ジョアンの勝利」The Triumph of St. Joan, Symphony（1951）
- 交響組曲「エア・パワー」Symphonic Suite "Air Power"(1956)
- 知恵の書による瞑想 Meditations on Ecclesiastes for string orchestra (1956)
- エア Air for Strings（1967）
- 3つの舞曲 3 Dances, "Choreography" for string orchestra (1972)

### オペラ
- 聖ジョアンの勝利 en:The Triumph of St. Joan（1950/1956/1959）

### 合唱曲
- 神秘のトランペッター The Mystic Trumpeter（1943）
- 寓話 A Fable（1946）
- 歓喜の歌 A Jubilant Song（1946）
- ダヴィデの詩篇 A Psalm of David（1950）
- 現代人の時代 Years of the Modern（1968）
- 詩篇作者の瞑想 The Psalmist's Meditation（1969）

### 吹奏楽曲
- 中世の主題による変奏曲 Variants on a Mediaeval Tune (1963)
- 「ルーヴル」からの情景 Scenes from "The Louvre"（1966）
- ハイドンの主題による幻想曲 Fantasies on a Theme by Haydn (1968)
- アベラールの歌 Songs of Abelard (1969)
- サティリック・ダンス（風刺的な舞曲）Satiric Dances（1975）